# تری فتو
مویتری فتو یا تری فتو (به انگلیسی: Terry pheto) (زاده۱۱ مه ۱۹۸۱) هنرپیشهٔ اهل آفریقای جنوبی است که با نقش‌آفرینی در فیلم سینمایی ساتسی -برنده اسکار بهترین فیلم خارجی سال ۲۰۰۶- به شهرت رسید.

## زندگی و حرفه
فتو که تا سن ۲۱ سالگی در سووتو رشد کرده بود، توسط استعدادیابی به نام مونین لی در یک گروه تئاتر کشف، و به همراه پریسلی چونیاگا برای بازی در فیلم ساتسی معرفی گردید. بعد از آن، در فیلم‌های دیگری مانند آتش گرفتن (۲۰۰۶)، بدرود بافانا (۲۰۰۷) و چگونه دو میلیون را بدزدیم (۲۰۱۲) نیز حضور پیدا کرد.
از جمله نقش‌آفرینی‌های مویتری فتو در سریال‌های تلویزیونی، می‌توان به مجموعه‌های درام عدالت برای همه محصول اس‌ای‌بی‌سی (در نقش لراتو)، منطقه ۱۴ (در نقش پینکی کومبا) و صلیب جیکوب (در نقش امبالی) اشاره کرد. فتو همچنین با ایفای نقش شخصیت فیکیله در سال ۲۰۰۹، حضور مهم و کلیدی در مینی‌سریال هوپ‌ویل داشت. بعدها این مینی‌سریال، جوایز زیادی از جمله گل رز طلایی سوئیس را کسب کرد.
فتو در سال ۲۰۱۱ برای امتحان کردن شانس خود، آفریقای جنوبی را به مقصد هالیوود ترک گفت و خیلی زود در سریال آمریکایی جسور و زیبا محصول سی‌بی‌اس، در نقش جراح قلب حضور پیدا کرد. او موضوع یک قسمت از مستند نمای نزدیک به میزبانی نیکی گرینوال نیز بود که در سال ۲۰۱۲ از شبکهٔ ای. تی‌وی پخش شد.
در سال ۲۰۰۸ او به عنوان مدل با شرکت لورئال و همچنین مجلاتی نظیر سرنوشت، ونتی فر، شما/هم اتاقی، بونا و کاسموپولیتن همکاری کرد.

## فیلم‌شناسی
1. ساتسی (۲۰۰۵)
2. آتش گرفتن (۲۰۰۶)
3. روز و شب (۲۰۰۶)
4. بدرود بافانا (۲۰۰۷)
5. مافریکا (۲۰۰۸)
6. جسور و زیبا (۲۰۱۱)
7. چگونه ۲ میلیون را بدزدیم (۲۰۱۲)
8. ماندلا: راه طولانی به آزادی (۲۰۱۳)
9. کوکلد (۲۰۱۵)
10. یک پادشاهی متحد (۲۰۱۶)

## جوایز
- جایزه آکادمی فیلم آفریقا برای بهترین بازیگر نقش مکمل زن.
- ۲۰۱۲، جایزه شاخ طلایی برای بهترین بازیگر نقش مکمل زن: چگونه ۲ میلیون را بدزدیم[۳]